# Шмараков, Роман Львович
Роман Львович Шмарако́в (12 июня 1971, Тула) — современный российский писатель, в том числе — писатель-фантаст, поэт, переводчик, преподаватель.
Доктор филологических наук (2008).

## Биография
В 1994 году окончил филологический факультет Тульского государственного педагогического института, там же работал в качестве преподавателя на кафедре литературы с 1994 по 2005 г. Учился в аспирантуре на кафедре русской литературы Московского педагогического государственного университета; кандидатскую диссертацию на тему «Символический подтекст романа Ф. М. Достоевского „Бесы“» защитил в 1999 г.
В 2003 году получил звание доцента. В 2004—2007 — докторант кафедры русской литературы Московского педагогического государственного университета (диссертация на тему «Поэзия Клавдиана в русской рецепции конца XVII— начала XX вв.», 2008 г.) Степень доктора филологических наук утверждена в декабре 2008 г. Профессор кафедры лингвистики и перевода Тульского государственного университета. Работал редактором в журнале «Вопросы литературы» (2006).
С 2015 года работает в НИУ ВШЭ — Санкт-Петербург, доцент кафедры сравнительного литературоведения и лингвистики.
Автор первого полного перевода на русский язык произведений античного поэта Клавдиана.
Член Союза Писателей Москвы.

## Научные произведения
Переводы
Отдельные издания:
- Клавдий Клавдиан. Полное собрание латинских сочинений / Пер., вступ. ст., коммент. и указ. Р. Л. Шмаракова. — СПб.: Издательство СПбГУ, 2008. — 838 с. 500 экз. — ISBN 978-5-288-04569-1
- Венанций Фортунат. Избранные стихотворения / Пер. с лат., вступ. ст., комм. Р. Л. Шмаракова. — М.: Водолей, 2009. — 280 с. — (серия: Звезды зарубежной поэзии) — ISBN 978-5-91763-007-6
- Пруденций. Сочинения. / Пер. с лат., вступ. ст., комм. Р. Л. Шмаракова. — М.: Водолей, 2012. — 264 с. — (серия: Пространство перевода) — ISBN 978-5-91763-105-9
- Иосиф Эксетерский. Илиада. / Пер. с лат. Р. Л. Шмаракова. — М.: Водолей, 2012. — 240 с. — (серия: Пространство перевода) — ISBN 978-5-91763-143-1
- Бернард Сильвестр. Астролог / Пер. с лат. Р. Л. Шмаракова // Шартрская школа. — М.: Наука, 2018. — (Литературные памятники). — ISBN 978-5-02-040000-9.
- Бернард Сильвестр. Комментарий на первые шесть книг «Энеиды» Вергилия / Пер. с лат. Р. Л. Шмаракова // Там же.
- Алан Лилльский. Плач Природы / Пер. с лат. Р. Л. Шмаракова // Там же
- Вальтер Мап. Забавы придворных. СПб, Наука, 2020. ISBN 978-5-02-040321-5
- Томазо Гарцони. Больница неизлечимо помешанных. СПб., Наука, 2021. ISBN 978-5-02-040504-2
- Путешествие трех королевичей Серендипских / пер. с итал. Р. Л. Шмаракова. — СПб.: Издательство Ивана Лимбаха, 2022. — 216 с.
- Квинт Курций Руф. История Александра Великого Македонского. / Пер. с лат. Р. Л. Шмаракова. — М.: Ладомир, 2023. — 636 с. ISBN 978-5-86218-651-2
- Энрико Катерино Давила. История гражданских войн во Франции. Т. 1 / Пер. с итал. Р. Л. Шмаракова. — СПб.: Наука, 2023. — 567 с. ISBN 978-5-02-040280-5
- Джанфранческо Пико делла Мирандола. Стрига, или О глумлении демонов.  / Пер. с итал. Р. Л. Шмаракова. — СПб.: Наука, 2025. — 228 с. ISBN 978-5-02-040552-3

В сборниках:
- Боэций. Утешение Философией / Пер. с лат., примеч. и вступ. ст. Р. Л. Шмаракова // Философия. Журнал Высшей школы экономики. 2019. Т. 3. № 4 Архивная копия от 26 февраля 2022 на Wayback Machine. С. 133—247.
- Аделард Батский. О тождественном и различном / Пер. с лат., примеч. и вступ. ст. Р. Л. Шмаракова // Философия. Журнал Высшей школы экономики. 2018. Т. 2. № 3 Архивная копия от 26 февраля 2022 на Wayback Machine. С. 205—246.
- Энеа Сильвио Пикколомини. История о двух влюбленных. Перевод и предисловие Р. Шмаракова // Носорог. №6 (2017). С.7–63.
- Манетти Дж. Жизнь Сенеки // Философия. Журнал Высшей школы экономики. 2020. Т. IV. № 1. С. 259–283.
- Бруни Л. Речь Гелиогабала к блудницам / Пер. Р. Шмаракова // Носорог. №17 (2021). С.67–79.
- Джованни Герарди да Прато. Две новеллы. Перевод с итальянского и вступление Р. Шмаракова / Новый мир. 2022. №1. С. 124–132.
- Исаак из Стеллы. Послание о душе. Пер. и комм. Р. Шмаракова // Платоновские исследования. Вып. XVI (2022/1). М.–СПб., 2022. С.383–412.

### Исследования
- «Символизм романа Ф. М. Достоевского „Бесы“». Тула, 1999
- «Поэзия Клавдиана в русской литературе: Эпоха классицизма». М., 2006.
- «Поэзия Клавдиана в русской литературе». 2-е изд., доп., испр. М., 2015. Электронная книга Архивная копия от 9 мая 2021 на Wayback Machine. ISBN 978-5-9906210-3-9.

## Творчество
Лидия Маслова («Известия») называет его «латинист и затейник родом с Волги, обосновавшийся на брегах Невы», «филолог-медиевист и видный латинист, беллетрист с парадоксальным чувством юмора».
Его книга «Автопортрет с устрицей в кармане», по словам критиков, «притворяется герметичным детективом, но не слишком усердно. Издатели сравнивают эту постмодернистскую работу одновременно с „Декамероном“ Боккаччо, текстами про Дживса и Вустера и историями от „Страдающего Средневековья“».
Большой популярностью пользуется его «Книжица наших забав», являющаяся сатирическим пересказом-переводом средневековых мистических историй.

### Список произведений
- Под буковым кровом, 2010
- Овидий в изгнании, 2011. 2-е изд.: (С. «Игры слов»). — Луганск: изд-во «Шико», 2012.
- Каллиопа, дерево, Кориск (С. «Игры слов»). — Луганск: изд-во «Шико», 2012. 2-е изд.: М., Издательский дом Мещрякова, 2013. ISBN 978-5-91045-589-8
- Леокадия и другие новеллы, 2013
- Книга скворцов, 2015
- К отцу своему, к жнецам, 2016
- Автопортрет с устрицей в кармане, 2019. 2-е изд. М., Эксмо. ISBN 978-5-04-109785-1
- Книжица наших забав, 2019. М., ОГИ, 2020. ISBN 978-5-94282-868-4
- Алкиной. ОГИ, 2021. ISBN 978-5-94282-897-4

## Награды
В 2014 году стал лауреатом премии «Еврокон» за лучший дебют. В 2018 году рукопись романа «Автопортрет с устрицей в кармане» стала финалистом премии «Новые горизонты», позже он вошел в лонг-лист «Нацбеста».
В 2021 году вошел в лонг-лист премии «Большая книга» с романом «Алкиной».